# Manzaneda (San Martín de Arriba)
Manzaneda (llamada oficialmente San Martiño de Manzaneda) es una parroquia del municipio español de Manzaneda, en la provincia de Orense, Galicia.

## Toponimia
La parroquia también es conocida por los nombres de San Martín de Arriba de Manzaneda y San Martiño de Arriba de Manzaneda.

## Organización territorial
La parroquia está formada por once entidades de población:

### Entidades de población
Entidades de población que forman parte de la parroquia:
- Cimadevila , formado por la unión de los lugares de:[3]
  - Cimadevila de Abaixo
  - Cimadevila de Arriba
- Corredoira (A Corredoira)
- Escourido
- Rozabales (Rozavales)
- San Martín (San Martiño)
- Seoane
- Soutelo
- Souto (O Souto)(O Souto de Rozavales)

### Despoblado
Despoblado que forma parte de la parroquia:
- La Peña (A Pena)

## Demografía
| Gráfica de evolución demográfica de Manzaneda entre 2000 y 2022 |
|                                                                 |
| Datos según el nomenclátor publicado por el INE.                |